# Сипонто
Сипонто (на латински: Siponto, Sipontum; гръцки: Sepius от sepia, „медуза“); Sipus в Geographica Strabons (книга VI, част 3) e античният пристанищен град на Арпи, южно от Манфредония, в Апулия, южна Италия.
Днес е курортно място, Lido di Siponto.
Сипонтум e бил цветуща гръцка колония, която попада в ръцете на самнитите. Около 335 пр.н.е. e превзет обратно от цар Александър I от Епир, чичо на Александър Велики.
През 189 пр.н.е. градът става римска колония.
По времето на папа Геласий I (492-496) на владиката Лаурентий (Св. Лоренцо Майорано) се явява на Монте Гаргано архангел Михаил и в негова чест се построява манастир. На входа стои надпис с легендарните думи, които архангелът казал на владиката: „Ubi saxa panduntur, ibi peccata hominum dimittuntur.“ и: „Haec est domus specialis, in qua noxialis quaeque actio diluitur.“ Когато крал Одоакър иска да разруши Сипонто, с помощта на Св. Михаил е победен.
През 663 г. Сипонто е превзет и разрушен от лангобардите (или славяните (slavs)?).